# SR71
SR71 – spalinowy wagon rewizyjny do utrzymania sieci trakcyjnej wyprodukowany w latach 1974–1982 przez Zakłady Naprawcze Taboru Kolejowego Lubań Śląski w liczbie 24 egzemplarzy.
W I połowie lat 70. w Biurze Konstrukcyjnym COBiRTK opracowano projekt tego pojazdu, a w 1974 rozpoczęto jego produkcję, kończąc tym samym wytwarzanie wagonu serii SR53. W porównaniu do poprzednika w nowych wagonach wprowadzony został inny układ napędowy oraz zmienione zostało rozwiązanie konstrukcyjne dotyczące ruchomego pomostu do pracy przy sieci trakcyjnej. W latach 1974–1982 zbudowano ogółem 24 egzemplarze, o numerach od 1 do 24, z tego 23 dla PKP, a jeden (numer 22) dla Przedsiębiorstwa Materiałów Podsadzkowych Przemysłu Węglowego.
PKP rozpoczęły eksploatację pojazdów tej serii w 1974, a później zostały wprowadzone do użytkowania również przez PKP Energetyka oraz spółkę Infra Silesia.
W 2018 roku jeden wagon SR71-04 został przekazany przez PKP Energetyka dla celów muzealnych do Parowozowni Skierniewice.